# 극락조자리 카파¹
극락조자리 카파¹은 극락조자리 방향에 있는 쌍성이다. 시차 자료에 따르면 극락조자리 카파1은 지구로부터 약 1,200 광년 떨어져 있다. 카파1을 구성하는 두 별의 밝기는 합쳐서 +5.52로 밤하늘에서 맨눈으로 겨우 보일 수준이다.
극락조자리 카파¹은 분광쌍성으로 두 별은 서로의 질량 중심을 불과 0.6일만에 한 바퀴 돈다. 두 별의 스펙트럼은 합쳐서 B1npe으로 나타난다. 여기서 'e'는 카파1의 구성원 스펙트럼 방출선에 비이형 별의 특징이 나타난다는 뜻이다. 'n'은 별이 빠르게 회전하여 도플러 효과로 흡수선이 넓게 나타난다는 뜻이다. 'p'는 스펙트럼상 특이성이 나타난다는 의미이다. 카파1은 카시오페이아자리 감마형 변광성으로 밝기가 5.43에서 5.61 사이로 변한다.
카파¹은 특이운동속도가 초당 69.8 ± 4.7 킬로미터인 폭주성이다. 카파1은 쌍성계이기 때문에 초신성 폭발로 폭주성계(系)가 된 사례는 아닐 것이다. 27초각 각거리에 동반성인 K형 오렌지색 거성이 있는데 겉보기 등급은 12로 맨눈으로는 보이지 않는다.